# Чемпіонат Європи з легкої атлетики в приміщенні 1983
Чемпіонат Європи з легкої атлетики в приміщенні 1983 відбувся 5–6 березня в Будапешті в Палаці спорту.

## Призери

### Чоловіки
| Дисципліни            | Золото                      | Золото      | Срібло                         | Срібло   | Бронза                                              | Бронза   |
| --------------------- | --------------------------- | ----------- | ------------------------------ | -------- | --------------------------------------------------- | -------- |
| 60 метрів             | Стефано Тіллі Італія        | 6,63        | Крістіан Гас ФРН               | 6,64     | Валентин Атанасов Болгарія                          | 6,66     |
| 200 метрів            | Олександр Євгеньєв СРСР     | 20,97       | Жак Борле Бельгія              | 21,13    | Іштван Надь Угорщина                                | 21,18    |
| 400 метрів            | Євген Ломтєв СРСР           | 46,20 CR    | Ейнслі Беннетт Велика Британія | 46,43    | Анхель Трас Іспанія                                 | 46,57    |
| 800 метрів            | Коломан Трабадо Іспанія     | 1.46,91     | Пітер Елліотт Велика Британія  | 1.47,58  | Тьєррі Тоннельє Франція                             | 1.47,68  |
| 1500 метрів           | Томас Вессінгхаге ФРН       | 3.39,82     | Хосе Мануель Абаскаль Іспанія  | 3.40,39  | Антті Лойкканен Фінляндія                           | 3.41,31  |
| 3000 метрів           | Драган Здравкович Югославія | 7.54,73     | Валерій Абрамов СРСР           | 7.57,79  | Уве Менкемаєр ФРН                                   | 7.58,11  |
| 60 метрів з бар'єрами | Томас Мункельт НДР          | 7,48 WIB CR | Арто Брюггаре Фінляндія        | 7,60     | Андреас Ошкенат НДР                                 | 7,63     |
| Ходьба 5000 метрів    | Анатолій Соломін СРСР       | 19.19,93    | Євген Євсюков СРСР             | 19.41,66 | Ерлінг Андерсен Норвегія                            | 20.00,68 |
| Стрибки у висоту      | Карло Тренхардт ФРН         | 2,32        | Герд Нагель ФРН                | 2,30     | Массімо ді Джорджіо ІталіяМирослав Влодарчик Польща | 2,27     |
| Стрибки з жердиною    | Володимир Поляков СРСР      | 5,60        | Олександр Обіжаєв СРСР         | 5,60     | Патрік Абада Франція                                | 5,55     |
| Стрибки у довжину     | Ласло Сальма Угорщина       | 7,95        | Дьюла Палоці Угорщина          | 7,90     | Єнс Кніппхальс ФРН                                  | 7,82     |
| Потрійний стрибок     | Микола Мусієнко СРСР        | 17,12       | Геннадій Валюкевич СРСР        | 16,94    | Бела Бакоші Угорщина                                | 16,90    |
| Штовхання ядра        | Яніс Боярс СРСР             | 20,45       | Олександр Баришников СРСР      | 20,44    | Іван Іванчич Югославія                              | 20,26    |

### Жінки
| Дисципліни            | Золото                             | Золото       | Срібло                            | Срібло  | Бронза                        | Бронза  |
| --------------------- | ---------------------------------- | ------------ | --------------------------------- | ------- | ----------------------------- | ------- |
| 60 метрів             | Марліс Ґер НДР                     | 7,09 CR      | Зільке Гладіш НДР                 | 7,12    | Маріса Мазулло Італія         | 7,19    |
| 200 метрів            | Маріта Кох НДР                     | 22,39 WIB CR | Джоан Баптіст Велика Британія     | 23,37   | Крістіна Зуссік ФРН           | 23,61   |
| 400 метрів            | Ярміла Кратохвілова Чехословаччина | 49,69        | Кірстен Зімон НДР                 | 51,70   | Росіца Стаменова Болгарія     | 52,36   |
| 800 метрів            | Світлана Кітова СРСР               | 2.01,28      | Зузана Моравчикова Чехословаччина | 2.01,66 | Ольга Сімакова СРСР           | 2.02,25 |
| 1500 метрів           | Брігітте Краус ФРН                 | 4.16,14      | Марія Раду Румунія                | 4.17,16 | Івана Клейнова Чехословаччина | 4.17,21 |
| 3000 метрів           | Олена Сіпатова СРСР                | 9.04,40      | Аньєзе Поссамаї Італія            | 9.04,41 | Олена Малихіна СРСР           | 9.04,52 |
| 60 метрів з бар'єрами | Беттіне Ян НДР                     | 7,75 WIB CR  | Керстін Кнабе НДР                 | 7,96    | Тетяна Малюванець СРСР        | 8,07    |
| Стрибки у висоту      | Тамара Бикова СРСР                 | 2,03 WIB CR  | Лариса Косіцина СРСР              | 1,94    | Маріс Еванже-Епе Франція      | 1,92    |
| Стрибки у довжину     | Єва Муркова Чехословаччина         | 6,77 CR      | Хельга Радтке ФРН                 | 6,63    | Хайке Дауте НДР               | 6,61    |
| Штовхання ядра        | Гелена Фібінгерова Чехословаччина  | 20,61        | Гельма Кноршайдт НДР              | 20,35   | Зденка Шилгава Чехословаччина | 19,56   |

## Медальний залік
| Місце                | Країна               | Золото | Срібло | Бронза | Загалом |
| -------------------- | -------------------- | ------ | ------ | ------ | ------- |
| 1                    | СРСР                 | 9      | 6      | 3      | 18      |
| 2                    | НДР                  | 4      | 5      | 2      | 11      |
| 3                    | ФРН                  | 3      | 2      | 3      | 8       |
| 4                    | Чехословаччина       | 3      | 1      | 2      | 6       |
| 5                    | Італія               | 1      | 1      | 2      | 4       |
| 5                    | Угорщина             | 1      | 1      | 2      | 4       |
| 7                    | Іспанія              | 1      | 1      | 1      | 3       |
| 8                    | Югославія            | 1      | 0      | 1      | 2       |
| 9                    | Велика Британія      | 0      | 3      | 0      | 3       |
| 10                   | Фінляндія            | 0      | 1      | 1      | 2       |
| 11                   | Бельгія              | 0      | 1      | 0      | 1       |
| 11                   | Румунія              | 0      | 1      | 0      | 1       |
| 13                   | Франція              | 0      | 0      | 3      | 3       |
| 14                   | Болгарія             | 0      | 0      | 2      | 2       |
| 15                   | Норвегія             | 0      | 0      | 1      | 1       |
| 15                   | Польща               | 0      | 0      | 1      | 1       |
| Загалом (16 збірних) | Загалом (16 збірних) | 23     | 23     | 24     | 70      |

## Відео
- Відеозвіт (частина 1) на YouTube
- Відеозвіт (частина 2) на YouTube

## Виступ українців
| Чоловіки (4) | Чоловіки (4)      | Чоловіки (4)  | Чоловіки (4)   |
| Місце        | Атлет             | Дисципліна    | Результат      |
| ------------ | ----------------- | ------------- | -------------- |
| 1            | Микола Мусієнко   | потрійний     | 17,12          |
| 1            | Анатолій Соломін  | ходьба 5000 м | 19.19,93       |
|              | Віктор Бризгін    | 60 м          | 6,69 (6,65)[a] |
|              | Геннадій Авдєєнко | висота        | 2,27           |
| пф           | Віктор Бризгін    | 200 м         | DQ (21,31)     |

| Жінки (4) | Жінки (4)         | Жінки (4)  | Жінки (4)   |
| Місце     | Атлетка           | Дисципліна | Результат   |
| --------- | ----------------- | ---------- | ----------- |
| 3         | Тетяна Малюванець | 60 м з/б   | 8,07 (8,04) |
|           | Нуну Абащидзе     | ядро       | 19,27       |
| фін       | Раїса Махова      | 200 м      | DNF (23,55) |
| заб       | Ольга Владикіна   | 400 м      | 57,36       |

a  Тут і надалі у дужках вказаний більш високий результат, що був показаний на попередній стадії змагань (у забігу чи кваліфікації).